# Iván Mérgola Gómez
Iván Mérgola Gómez   (Madrid, 1977 - Eivissa, 14 de gener de 2025) va ser un músic, docent i gestor cultural pitiús. Va fundar l'Escola Municipal de Música de Formentera el 1999, que amb el temps va afegir una secció oficial de dansa, i va impulsar la creació de cors i la Banda Municipal de Formentera. Des del 2021, dirigia el Patronat de Música d'Eivissa, on va treballar per ampliar l'oferta educativa i les infraestructures musicals. Va morir als 47 anys a causa d'un càncer.